# Adam Rapacki

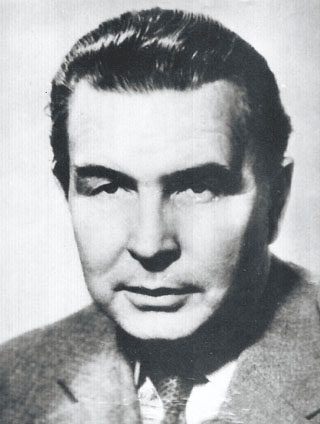
Adam Rapacki

Adam Rapacki (* 24. Dezember 1909 in Lemberg; † 10. Oktober 1970 in Warschau) war ein polnischer Politiker und Ökonom.

## Leben und Werk
In der Zwischenkriegszeit gehörte er verschiedenen sozialistischen Organisationen an und geriet 1939 als Soldat in deutsche Kriegsgefangenschaft. Nach Kriegsende wieder Sozialist wurde er 1948 durch die Vereinigung der Polnischen Sozialistischen Partei und der Polnischen Arbeiterpartei Mitglied der Polnischen Vereinigten Arbeiterpartei. Zwischen 1948 und 1968 gehörte er dem Politbüro an. Bereits 1947 zum Minister für Schifffahrt ernannt, wechselte er drei Jahre später in das Ressort für Hochschulwesen über. Der neue Parteichef Gomułka machte ihn 1956 zum Außenminister. Während der kommunistischen, antisemitischen Säuberungen im März 1968 zog sich Rapacki aus dem politischen Leben zurück.

## Rapacki-Plan
Als Außenminister legte er auf der 12. Session der Vollversammlung der Vereinten Nationen im Oktober 1957 einen nach ihm benannten Plan (Rapacki-Plan) zur Schaffung einer atomwaffenfreien Zone in Mitteleuropa vor, die die Bundesrepublik Deutschland, die DDR, die Volksrepublik Polen und später auch die Tschechoslowakei umfassen sollte. Der Plan wurde in der Volksrepublik Polen als ein Teil der „Friedenspolitik“ des sowjetischen Lagers in Europa gepriesen, von den westlichen Mächten aber wegen der befürchteten strategischen Schwächung der NATO im Vergleich zum Warschauer Pakt abgelehnt.